# Xã Lincoln, Quận Worth, Iowa
Xã Lincoln (tiếng Anh: Lincoln Township) là một xã thuộc quận Worth, tiểu bang Iowa, Hoa Kỳ. Năm 2010, dân số của xã này là 1.669 người.